# Fosas comunes soviéticas de Médnoye
56°56′26.68″N 35°25′51.94″E / 56.9407444, 35.4310944
Las fosas comunes soviéticas de Médnoye, cerca de Tver, antigua Kalinin, en Rusia, recibieron los cuerpos de 6314 policías y guardias fronterizos polacos capturados en 1939 y asesinados en la primavera de 1940 por la NKVD, siguiendo órdenes de Stalin y del Buró Político del Comité Central del Partido Comunista de la Unión Soviética, en el campo de concentración de Ostáshkov (Оста́шковский ла́герь), sobre la carretera de Tver a San Petersburgo.

## El lugar
Médnoye (en ruso Ме́дное) es una aldea del distrito de Kalíninski (en ruso Кали́нинский райо́н), del óblast de Tver, en Rusia, situada a orillas del río Tvertsá, a 28 km al oeste de Tver, sobre la carretera de Moscú a San Petersburgo (población: 3047 habitantes en 1992). Médnoye se menciona por primera vez como la vótchina de uno de los boyardos de Tver en algunos documentos que datan del siglo XIV. En los siglos XV y XVI la aldea prosperó debido a su ubicación en la carretera que conduce de Tver a Torzhok y Nóvgorod. Durante la opríchnina había 104 hogares en el pueblo. En el siglo XIX, Médnoye fue un apeadero del ferrocarril de Moscú a San Petersburgo. Un capítulo del libro de Aleksandr Radíshchev Viaje de San Petersburgo a Moscú (Путешествие из Петербурга в Москву) está específicamente dedicado a este pueblo.
Durante la Segunda Guerra Mundial Médnoye fue el centro de una dura batalla de tanques, en octubre de 1941, como parte de la Batalla de Moscú. También llegó a conocerse como lugar de ejecuciones en masa por parte de la NKVD. Entre el 3 y el 19 de abril de 1940, 6314 oficiales polacos del campo de prisioneros de Ostáshkov (en) fueron conducidos a la zona de Médnoye y asesinados mediante disparos en la nuca en las proximidades de la aldea de Yamka, coincidiendo con la más conocida masacre de Katyn.
Además del cementerio de guerra de los polacos procedentes de Ostáshkov, los hitos de Médnoye incluyen la iglesia de Nuestra Señora de Kazán (1764), la estación de postas del siglo XVIII y la casa memorial de Serguéi Lémeshev.

## Historia de la masacre

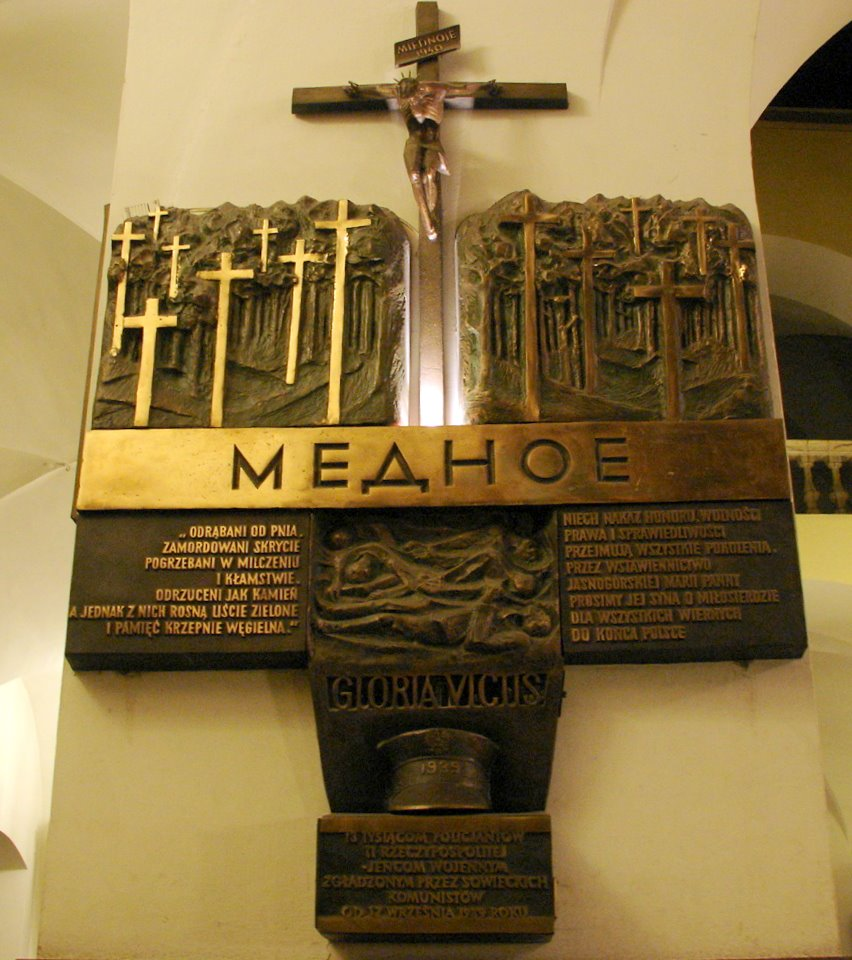
La placa que recuerda a las personas asesinadas en Médnoye, colocada en el santuario católico de Jasna Góra, en Czestochowa, al sur de Polonia.

Los campos de Kozelsk, Starobelsk y Ostáshkov (improvisado este último en el monasterio de Nilo-Stolóbenski a 25 kilómetros de Ostáshkov) fueron los tres campos de concentración soviéticos en los que fueron reagrupados los prisioneros polacos capturados por el Ejército Rojo en Polonia, después de la partición del país entre Stalin y Hitler. Stalin mantuvo prisioneros a los oficiales polacos una vez terminada la invasión conjunta de Polonia en septiembre de 1939, llevada a cabo como parte del Pacto Ribbentrop-Mólotov.
Por sugerencia de Beria, Stalin y el Politburó del Comité Central del PCUS decidieron eliminar a los prisioneros de guerra.
Los que fueron trasladados a Kalinin, ahora Tver, generalmente procedentes de Ostáshkov, fueron ejecutados en las dependencias de la NKVD local por Vasili Blojín, uno de los principales verdugos de la Gran Purga. "El mismo Blojín había asesinado igualmente a millares de trabajadores y campesinos, eliminados en el mayor secreto. Se ataviaba con una gorra, delantal y guantes largos, todos de cuero, para protegerse de la sangre".
Los asesinatos se llevaron a cabo en una sala insonorizada del campo, a un ritmo de 250 por noche, durante casi un mes, con un receso durante las fiestas del 1 de mayo. 
Las tumbas fueron parcialmente excavadas en 1991, durante la desintegración de la Unión Soviética, cuando las nuevas autoridades rusas reconocieron la responsabilidad de Stalin en la masacre de Katyn.
El Estado polaco construyó un monumento y se ocupa de su administración y mantenimiento, según un acuerdo bilateral entre Polonia y Rusia. Los servicios religiosos son organizados por las asociaciones polacas constituidas para mantener vivo el recuerdo de las víctimas.
En la ciudad se inauguró un museo histórico en 2015. 
Aparte de los sitios de Médnoye y Katyn, cerca de Smolensk, en Rusia, no lejos de la frontera con Bielorrusia, se han encontrado fosas conteniendo cuerpos de oficiales y funcionarios polacos asesinados en masa por los soviéticos en Ucrania, en las fosas comunes de Piatijatky, cerca de Járkov, y de Bykivnia, cerca de Kiev.
Según la nota secreta del 3 de marzo de 1959 dirigida por el director del KGB Aleksandr Shelepin a Nikita Jruschov, entre abril y mayo de 1940, fueron ejecutados un total de 21 857 ciudadanos polacos apresados en su país tras la invasión soviética de Polonia de 1939.